# 乔伊定律
在计算中，乔伊定律指出，计算机的峰值速度每年都翻一番，因此可以由一个简单的时间函数给出。特别地，{\displaystyle S=2^{Y-1984}}，其中{\displaystyle S}是{\displaystyle Y}年达到的最高计算机速度，以每秒指令表示。乔伊定律最初由Sun系统共同创始人比尔·乔伊于1983年提出。

## 参看
- 摩尔定律